# رجل الطير صغيرة السداة
رجل الطير صغيرة السداة (الاسم العلمي:Ornithopus micranthus) هو نوع من النباتات يتبع جنس رجل الطير من الفصيلة البقولية.